# Smederevo
Smederevo (Serbi: Смедерево pronunciat [smê̞de̞re̞v̞ɔ̝], turc otomà i modern Semendire, clàssica Vinceia, grec i romanès Semendria, català Semèndria, hongarès Szendrő o Vég-Szendrő) és una ciutat i municipalitat de Sèrbia, capital del districte de Podunavlje, situada a la riba dreta del Danubi a uns 40 més avall de la capital Belgrad. La seva població el 2002 era de 77.808 habitants i la de la municipalitat, que abraça també el territori a l'entorn arribava fins als 109.809 habitants.